# Afarbã
Afarbã (em grego clássico: Αφαρβαν) foi um oficial sassânida do final do século III, ativo sob o xá Narses I (r. 293–302). Em 297/299, segundo fragmento de Pedro, o Patrício, participou na embaixada que recepcionou o emissário romano Sicório Probo e estabeleceu a Paz de Nísibis. Segundo o relato, era prefeito pretoriano (hiparco do pretório), o que foi entendido pela historiografia como tradução do autor do termo persa azarapates. Pedro também revela que ele era particularmente querido por Narses.